# دنی کالینز (فیلم)
دنی کالینز (به انگلیسی: Danny Collins) فیلمی محصول سال ۲۰۱۵ میلادی، به نویسندگی و کارگردانی دن فوگلمن است.
نام فیلم برگرفته از نام شخصیت اصلی داستان با بازی ستاره سینما، اَل پاچینو است.
فیلمبرداری این اثر در ماه ژوئیه دو هزار و سیزده و در شهر لس آنجلس آغاز شد؛ کلیه مراحل تدوین و صداگذاری آن به اتمام رسیده و آماده اکران است.

## بازیگران
- اَل پاچینو
- جنیفر گارنر
- آنت بنینگ
- کریستوفر پلامر

## خلاصه داستان
داستان فیلم (که برگرفته از یک داستان واقعی ست) دربارهٔ یک ستاره راک به نام «دنی کالینز» در دهه ۱۹۷۰ میلادی است که زندگی اش دچار ناملایماتی شده و او را خسته و ناامید کرده است، اما مدیر برنامه‌هایش نامه‌ای را رو می‌کند که چهل سال پیش از سوی «جان لنون» (ستاره معروف موسیقی راک) برای او نگاشته شده بود ولی هرگز به دست او نرسیده بود که همین باعث دگرگونی در نحوه زندگی این ستاره سالخورده می‌شود.

## حاشیه
این فیلم در ابتدا با نام «تصور کن» (Imagine) شناخته می‌شد که به ترانه‌ای معروفی با همین نام از جان لنون اشاره دارد، اما در نهایت با انتشار پوستر رسمی مشخص شد که نام «دنی کالینز» برای فیلم انتخاب شده است.